# Institut océanographique de Paris
Pour les articles homonymes, voir Institut océanographique et IOP.
La Maison de l'Océan à Paris, anciennement Institut océanographique de Paris (IOP) puis Centre de la mer et des eaux de 1978 à 2011, est une institution fondée en 1906 par Albert Ier de Monaco, régie, comme le musée océanographique de Monaco, par la « Fondation Albert-Ier, Prince de Monaco ».

## Histoire

### Origine

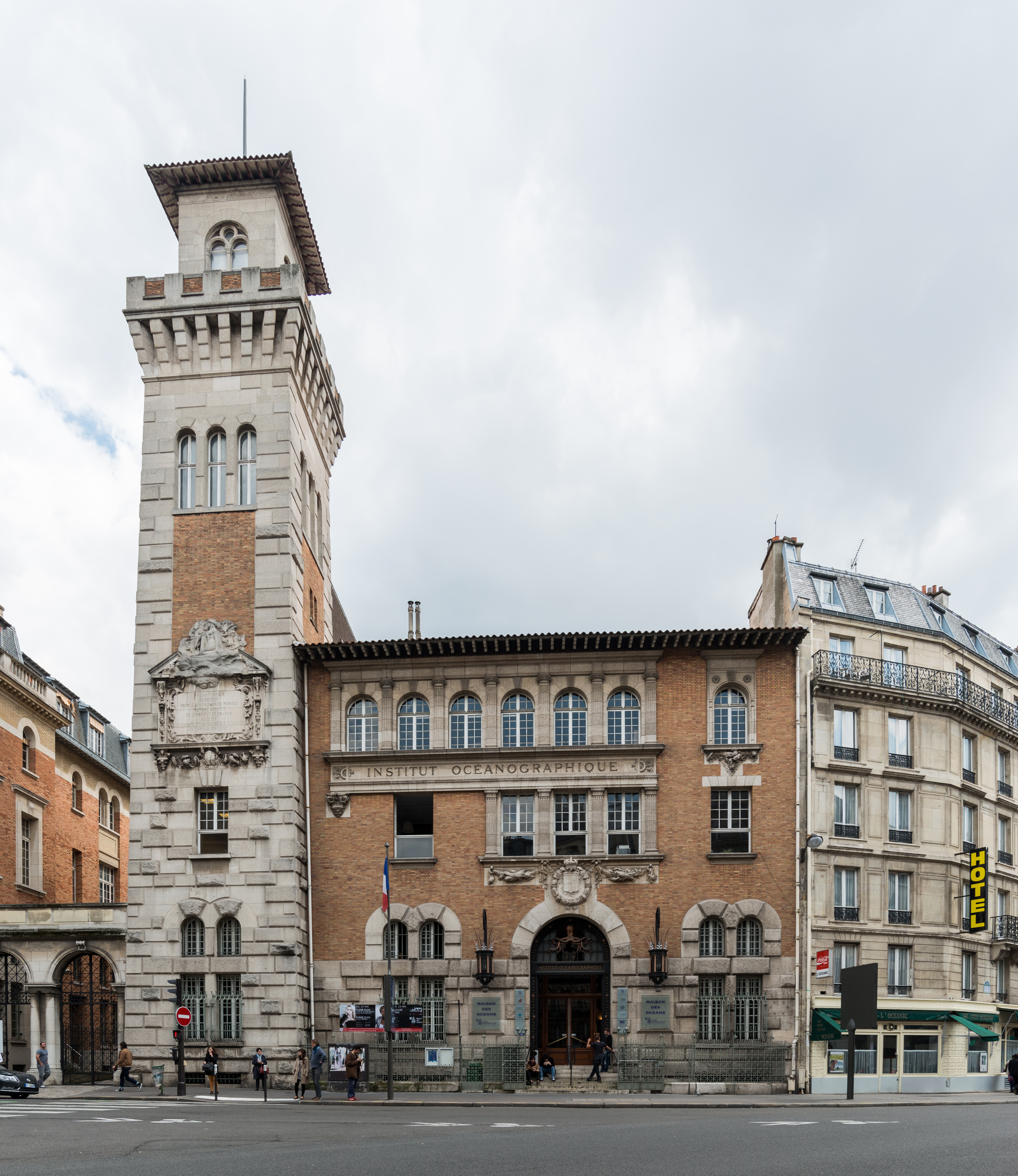
Vue d'ensemble de la façade.

Pionnier de l’océanographie, Albert Ier, veut, selon ses propres termes, en être le « propagateur ». Au retour de chacune de ses campagnes, le prince Albert Ier en présente les principaux résultats aux auditoires les plus qualifiés : Académie des sciences de Paris, dont il est élu membre, Société de biologie, Société zoologique de France, sociétés de géographie qui connaissent alors leur âge d’or dans toute l’Europe… Et les universités populaires l’accueillent à plusieurs reprises. 
Albert Ier organise des cycles de cours destinés aux étudiants et des conférences accessibles à un auditoire plus vaste. La première série a lieu au Conservatoire national des arts et métiers dès 1903. Le succès de l’expérience justifie qu’elle soit renouvelée et élargie ; elle aboutit à la création, à Paris, d’un centre d’études et d’enseignement : l’Institut océanographique. 

### Construction
L’institut océanographique est édifié en 1908 et achevé en 1911. Il se situe dans le 5e arrondissement de Paris aux abords du Quartier latin, au croisement des rues Saint-Jacques et rue Gay-Lussac, dans le « campus Curie » qui regroupe d’autres institutions scientifiques. Ce campus est un ancien domaine du couvent des Dames de Saint-Michel, acquis par l’université de Paris avec le concours de l’État, de la ville de Paris et de SAS le prince Albert Ier de Monaco. L’université cède à ce dernier, en tant que membre bienfaiteur, un terrain de 1 000 m2 pour y bâtir le siège de la Fondation « Institut océanographique ». 
Le bâtiment est l’œuvre d’Henri-Paul Nénot, architecte des bâtiments de la Sorbonne nouvelle et de l’Institut de géographie voisin, relié par une double-arche symbolique (la Terre et l'Océan) à l’institut océanographique. Le bâtiment arbore le style, original dans le quartier, d’un palais de la Renaissance italienne en brique et pierre, flanqué d’une haute tour carrée.
Le siège de l’Institut est officiellement inauguré le 23 janvier 1911, par le prince Albert Ier et par le président de la République française, Armand Fallières. Le bâtiment de l’Institut est inscrit aux monuments historiques depuis un arrêté du 4 novembre 2004 modifié par l'arrêté d'inscription du 15 octobre 2024.
L’édifice comprend deux amphithéâtres, des laboratoires correspondant à trois cursus (océanographie physique, biologie marine et physiologie de la biodiversité marine), une bibliothèque-médiathèque spécialisée, des viviers d’élevage en sous-sol et des logements de fonction (appartement directorial et studio du gardien-concierge).  
Les décors de la façade illustrent le rôle de l’institution : diffuser la culture scientifique concernant la mer. On y observe des crabes, des méduses, des hippocampes, ainsi qu’un poulpe qui orne la porte en fer forgé.

### Fresques du grand amphithéâtre

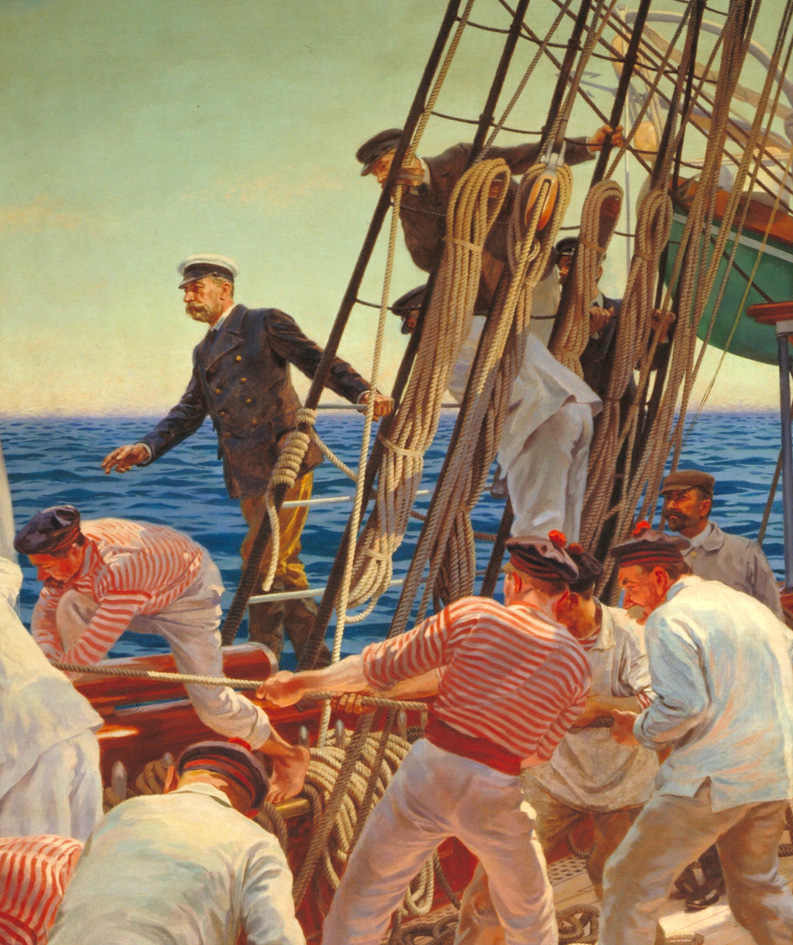
Détail de la fresque de Louis Tinayre et Alexandre Brun : « pont de la Princesse Alice », avec Albert Ier de Monaco agrippé aux haubans.

Quatre fresques réalisées par les peintres Louis Tinayre et Alexandre Jean-Baptiste Brun décorent le grand amphithéâtre. Louis Tinayre représenta les personnages tandis qu’Alexandre Brun, en sa qualité de peintre de la marine reconnu, se consacrait à représenter la mer, le pont et les gréements. La fresque « pont de la Princesse Alice au cours d'une croisière » entoure la baie qui sépare la grande salle de la petite. Cette œuvre montre les activités typiques d’une campagne océanographique du début du XXe siècle, dont deux opérations de pêche : la remontée à bord d’un globicéphale et la mise à l’eau d’une nasse triédique qui, immergée pendant des heures ou des jours, permet de capturer de nombreuses espèces. C’est la composition la plus vaste par sa dimension et par les thèmes représentés.
Les côtés de la salle sont décorés de deux autres panneaux plus petits : le « retour du chalut » où les scientifiques et l’équipage s’affairent autour d'un imposant filet qui vient d’être hissé à bord, afin d’en extraire et d’en étudier au plus vite les spécimens collectés. Plus loin dans la salle, le prince est représenté travaillant avec plusieurs chercheurs dans un des laboratoires de bord du Princesse Alice, l'un de ses quatre navires océanographiques successifs.
Sur le mur du fond de l’amphithéâtre, une scène imposante représente le prince à la proue d’une baleinière, pendant le harponnage d’un cétacé.

## Cent ans de transmission du savoir
La vocation de l’Institut océanographique de Paris étant de développer et de promouvoir la connaissance des océans, il propose au public des conférences les mercredis en soirée (par des scientifiques ou des explorateurs), des séminaires, des éditions, et une bibliothèque dédiée à la mer. De 1977 à 2010, grâce à des subventions du ministère des Universités, un « Centre de la mer et des eaux » a aussi accueilli les visiteurs au sous-sol de l’Institut pour leur proposer des aquariums, expositions, films, médiations scientifiques, documentations et un forum annuel des métiers de la mer,,,.
L’Institut océanographique de Paris fut le siège de la Commission internationale pour l'exploration scientifique de la Méditerranée (CIESM), de 1925 à 1964. Aujourd'hui, l'Institut accueille l'antenne française de la CIESM, dont le siège est désormais au musée océanographique de Monaco.
Lors du centenaire de l’établissement en 2011 (23 janvier 1911 – 23 janvier 2011), l’Institut a été surnommé « Maison de l'Océan ».

## Direction et administration
L’Institut océanographique est dirigé par un conseil d’administration dont le président est, en 2020, M. Philippe Taquet. Le prince souverain de Monaco en est le président d’honneur de droit. Le prince Albert II est ainsi actuellement président d’Honneur de l'institut .
Son directeur général est Robert Calcagno, Il y a également un conseil scientifique dirigé, en 2020, par Philippe Cury. 

## Galerie

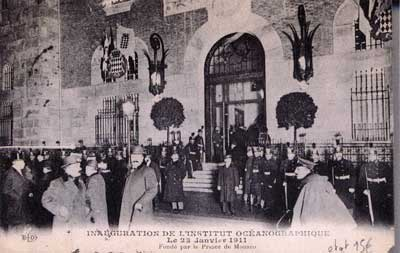
Inauguration de l'Institut en 1911.
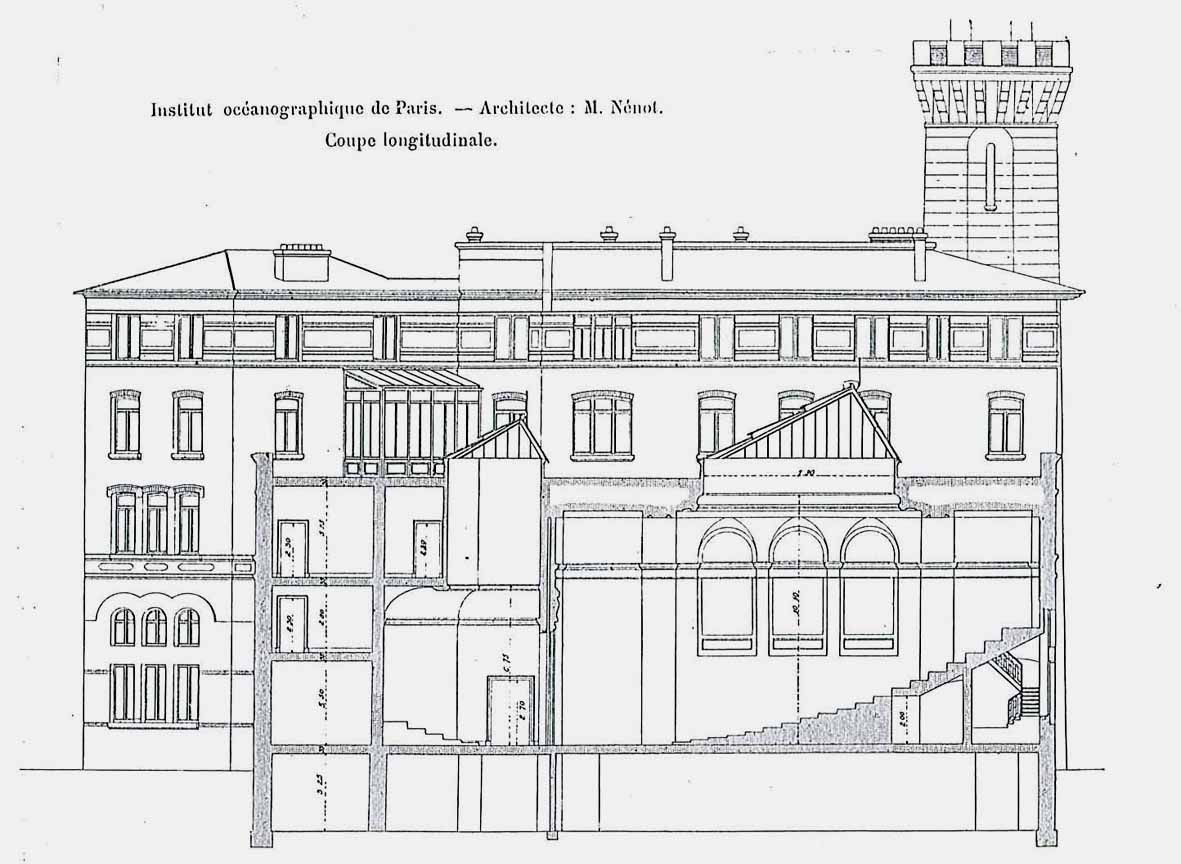
Plan en coupe de l'Institut océanographique.
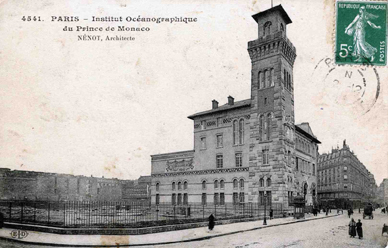
L'Institut océanographique de Paris en 1912.
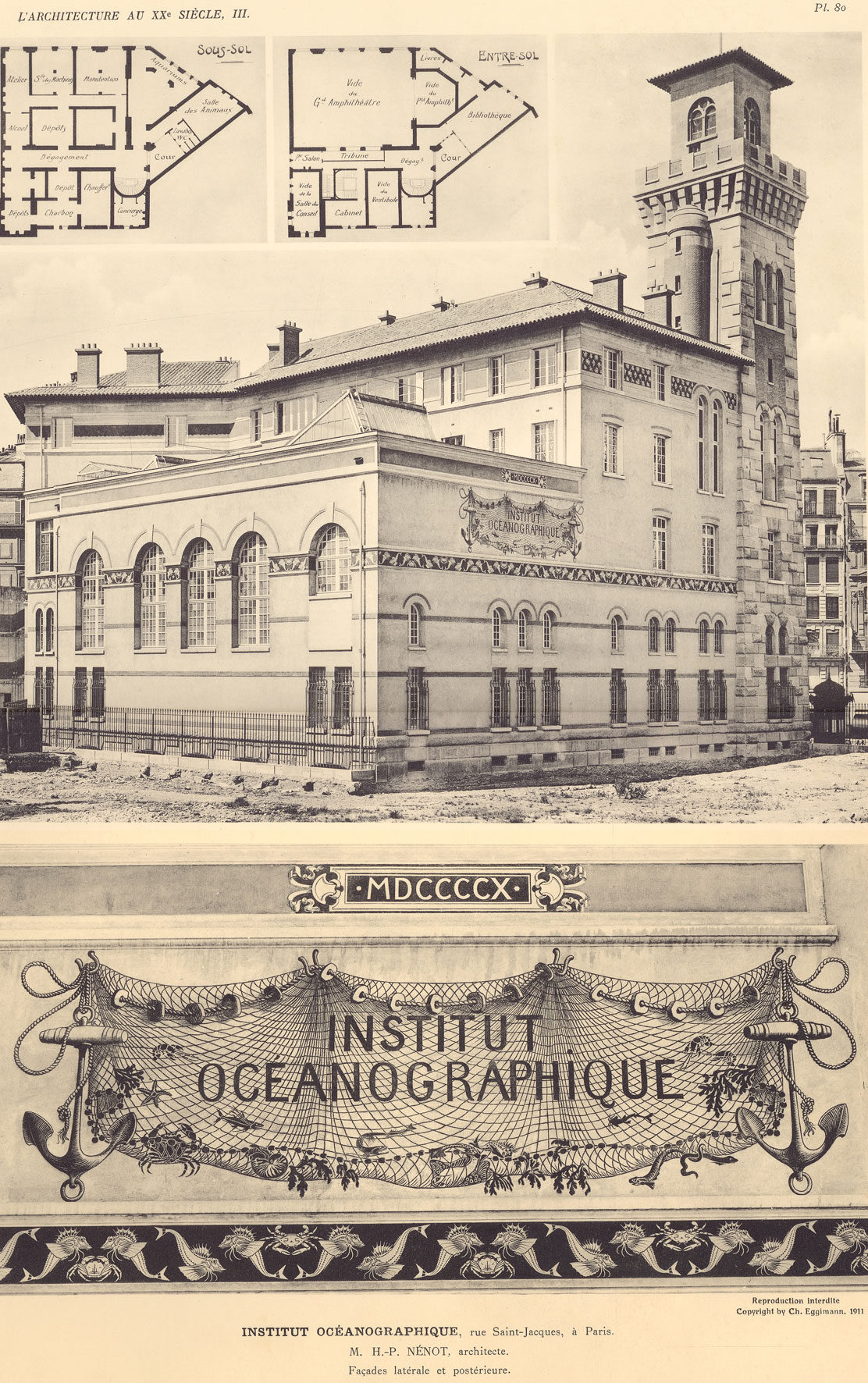
Institut océanographique de Paris : architecture du début du XXe siècle.

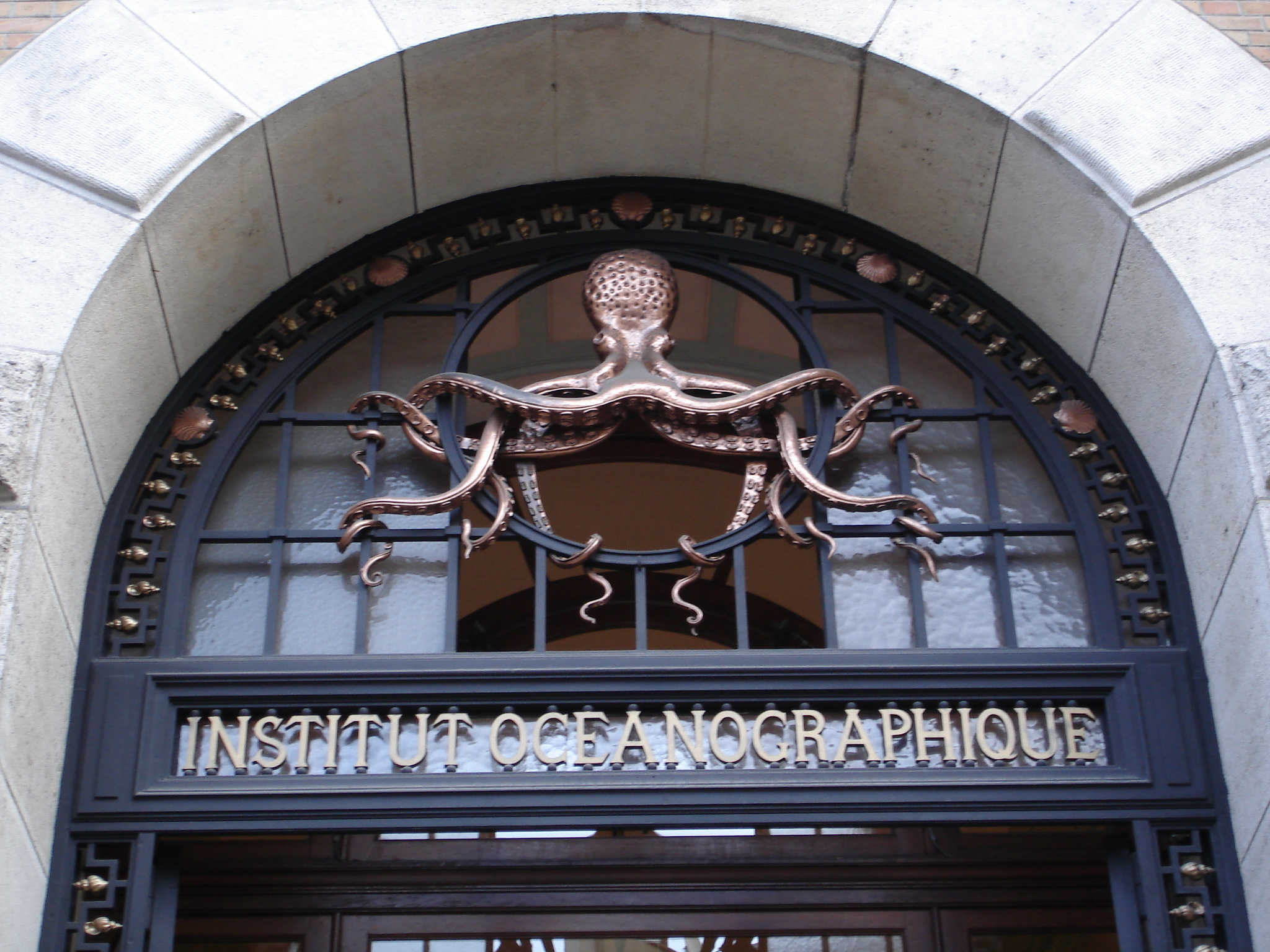
Porte d'entrée principale de l'Institut.
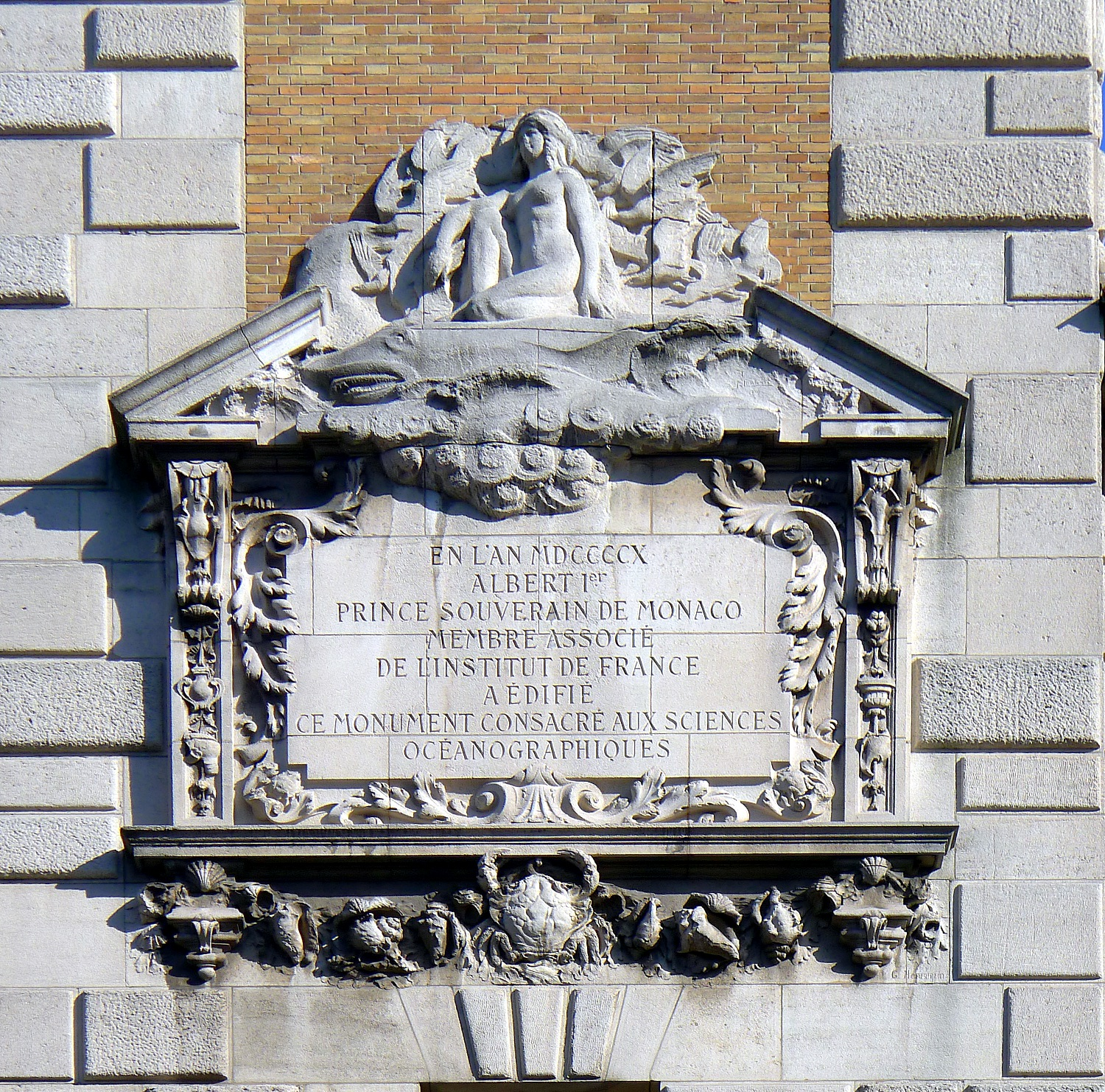
Texte commémoratif de la construction du bâtiment.
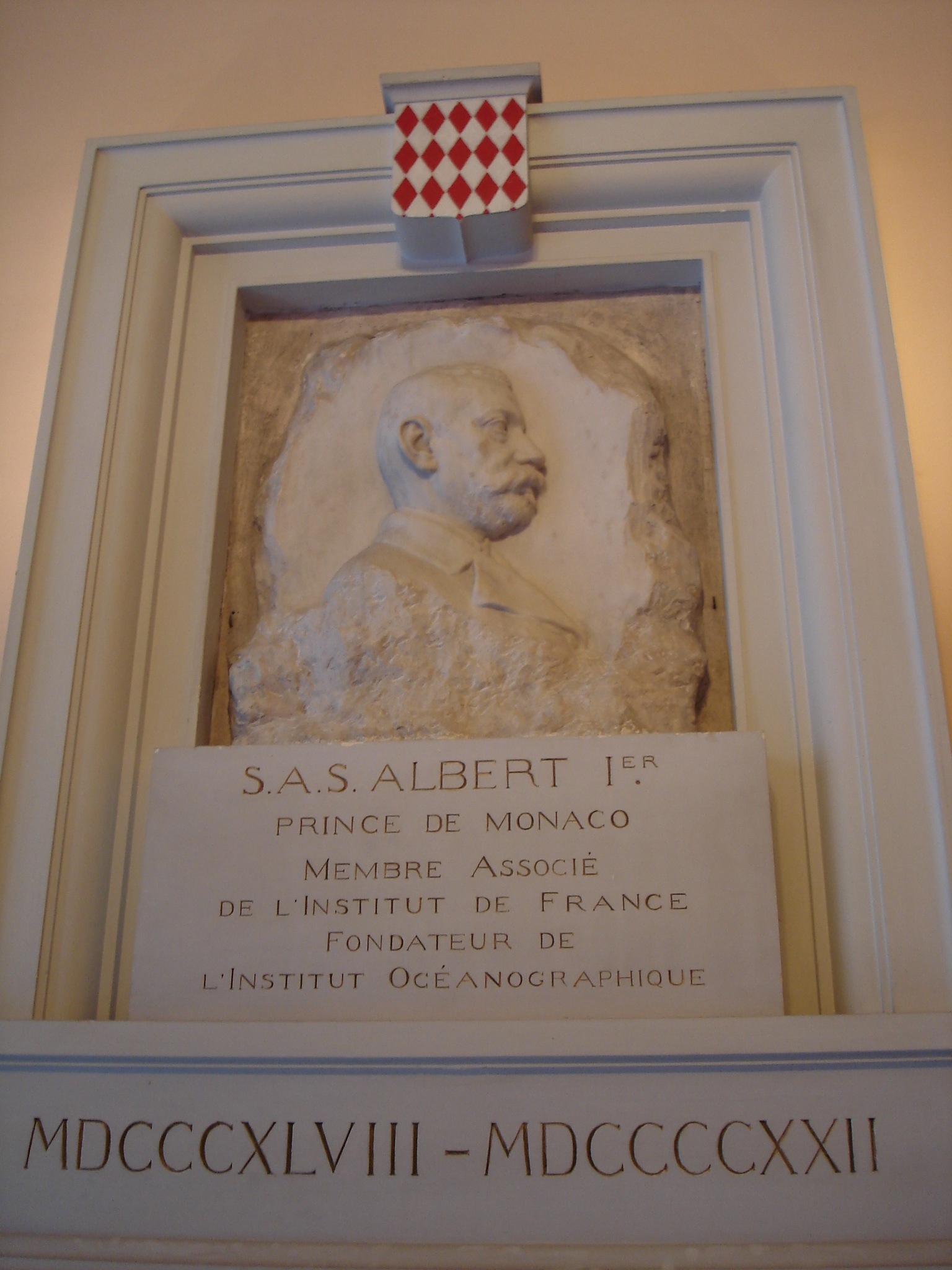
Médaillon du prince Albert Ier.

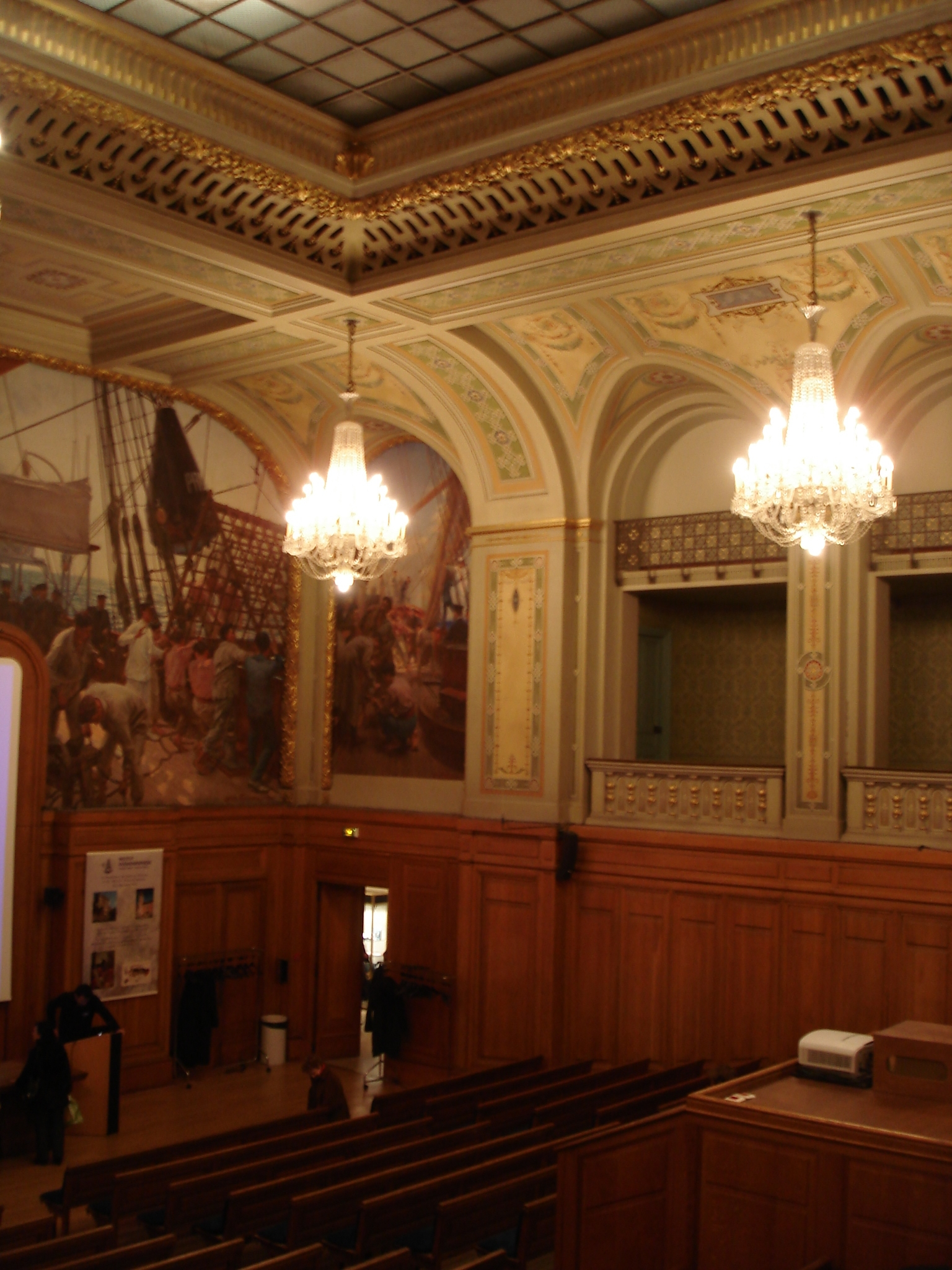
Détail des ors du grand amphithéâtre.
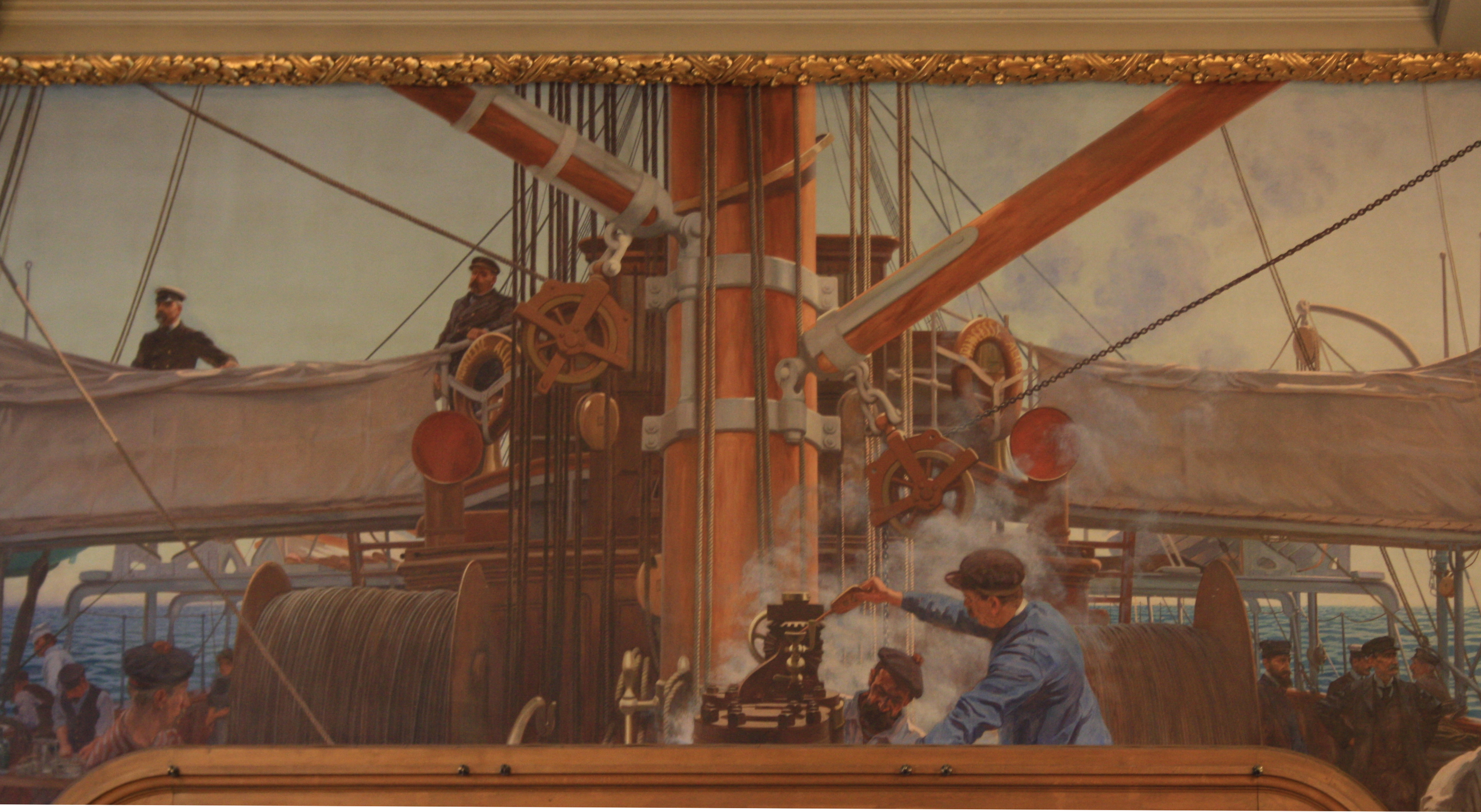
Détail de la fresque du grand amphithéâtre : « sur le Pont de la Princesse Alice ».
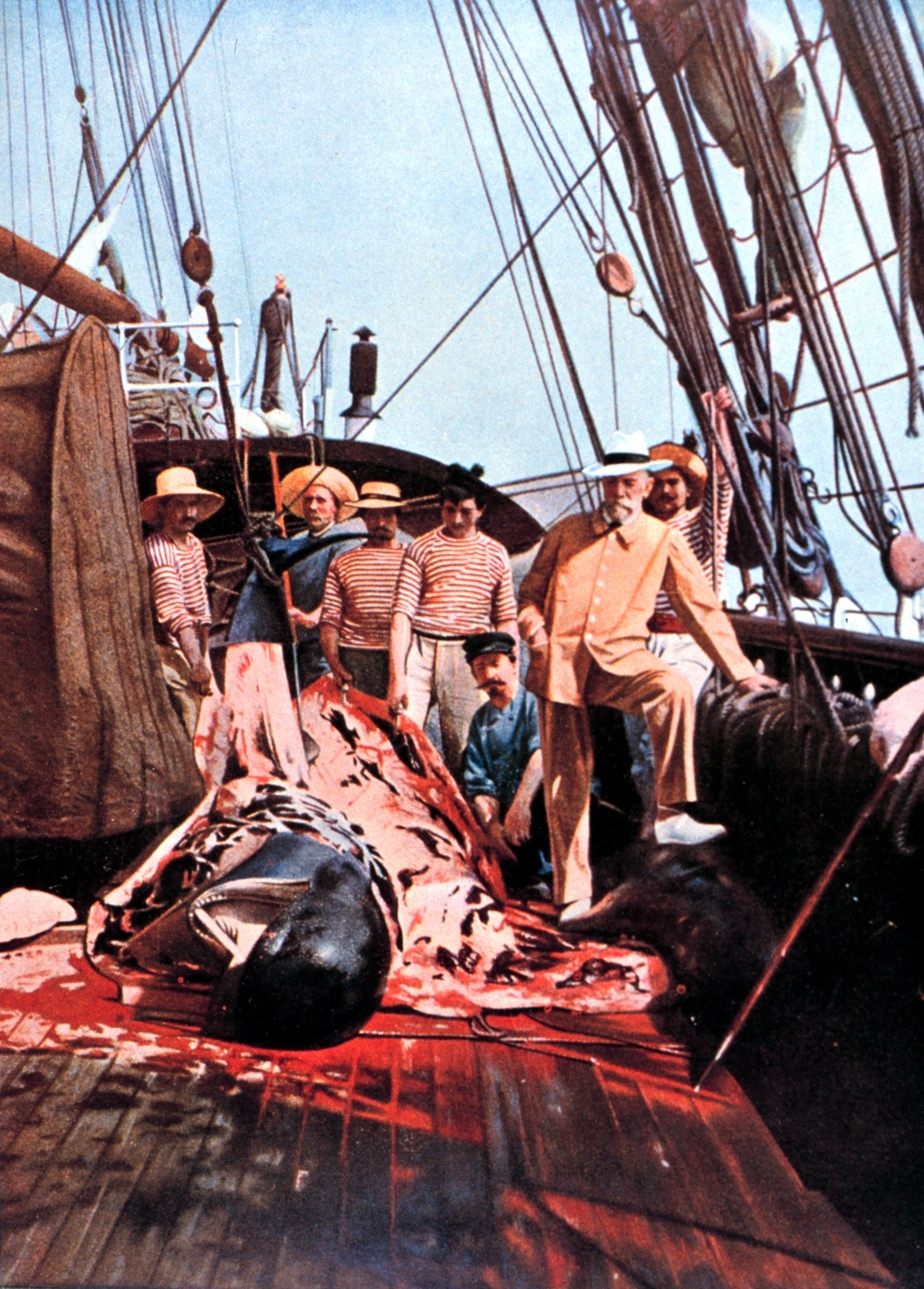
Le prince Albert Ier de Monaco à bord de la Princesse Alice avec un globicéphale dépecé.
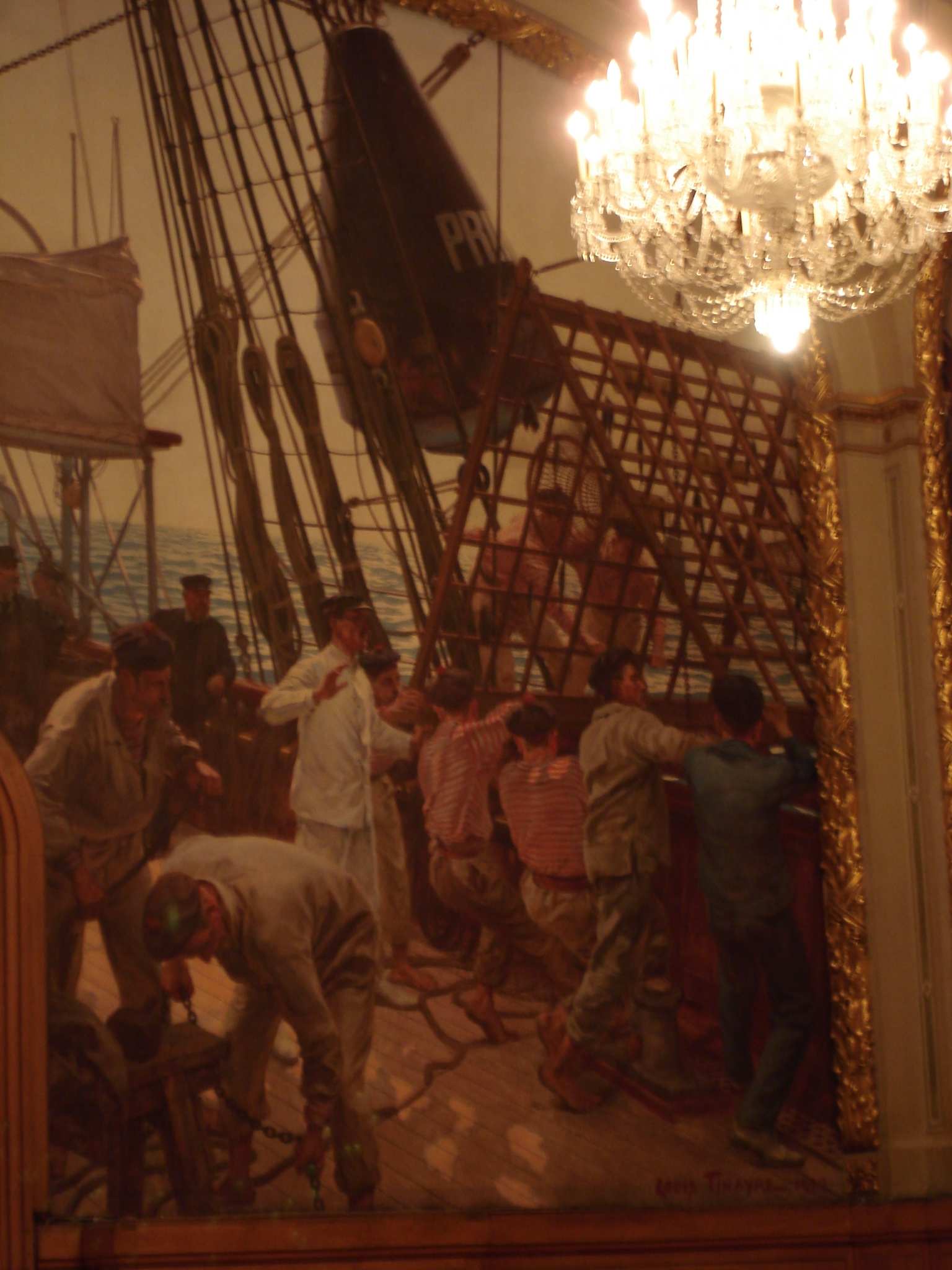
Grande peinture murale (détail).

## Situation et accès
L’institut est situé au 195, rue Saint-Jacques dans le Quartier latin à Paris. Il est desservi par plusieurs lignes d'autobus et par la gare du Luxembourg du RER B.